# R.B. 2
Die R.B. 2 war eine Nassdampf-Tenderlokomotive, die 1907 mit der Baunummer 7505 von Henschel & Sohn in Kassel für die norwegische Bahngesellschaft Rjukanbanen gebaut wurde.

## Geschichte
Die Lokomotive wurde über die Firma Lorentzen & Wettre in Christiania für 15.000 Reichsmark / 13.390 Kronen beschafft und nach der Lieferung ab April 1908 für den internen Güterzugbetrieb auf der Vestfjorddalsbane Mæl–Rjukan sowie auf der als Steilstrecke ausgeführten Vemorksporet eingesetzt. Sie war mit einem Zusatztank für Wasser und einem Zusatzbehälter für Kohle ausgestattet.
1920 wurde die Kurzbezeichnung von Rjukanbanen von R.B. in Rj.B. geändert, so dass sich die Eigentumsbezeichnung der Lokomotive bei gleicher Betriebsnummer entsprechend änderte.
Neben der Vestfjorddalsbane (die heutige Rjukanbane) und der Eisenbahnfährverbindung von Mæl über den Tinnsjø nach Tinnoset gehörte dazu die in Tinnoset beginnende Tinnosbane. Letztere wurde am 25. Juli 1913 von der Staatsbahngesellschaft Tinnoset–Porsgrunnbanen, die im Eigentum von Norges Statsbaner (NSB) und Norsk Hydros Tochtergesellschaft Norsk Transportaktieselskab (R.B.) stand, übernommen und seit dem 1. Juli 1920 von den NSB geführt.

## NSB Type 37a
Vestfjorddalsbanen war Teil eines 1909 eröffneten 46 km langen, im norwegischen Sprachgebrauch halböffentlichen Streckennetzes, das mit hohen Staatszuschüssen gebaut wurde. Zu Rjukanbanen gehörten neben Vestfjorddalsbanen (die heutige Rjukanbane) und der Eisenbahnfährverbindung von Mæl über den Tinnsjø nach Tinnoset die in Tinnoset beginnende Tinnosbane. Letztere wurde am 25. Juli 1913 von der Staatsbahngesellschaft Tinnoset–Porsgrunnbanen, die im Eigentum von Norges Statsbaner (NSB) und Norsk Hydros Tochtergesellschaft Norsk Transportaktieselskab (R.B.) stand, übernommen und seit dem 1. Juli 1920 von den NSB geführt.
Im Oktober 1921 wurde die Lokomotive an die Tinnoset–Porsgrunnbane abgegeben und in das Nummernsystem der NSB einsortiert. Sie erhielt als Baureihe NSB Type 37a die Betriebsnummer 444.
Ab dem 1. März 1926 wurde die Lok dem Distrikt Drammen zugewiesen und als Rangierlokomotive im Rangierbahnhof Sundland in Drammen eingesetzt.

## Norsk Hydro 651-001
Im Juni 1936 wurde die Lokomotive an Norsk Hydro verkauft und als Werklokomotive in Menstad, Herøya sowie in der „Eidanger Salpeterfabrik“ (ES) eingesetzt. Intern wurde sie mit der Nummer 651-001 versehen.
Sie war bis zum 17. Januar 1964 im Einsatz und wurde nach der Ausmusterung verschrottet.